# 醉马草
醉马草（学名：Achnatherum inebrians），为禾本科芨芨草属下的一个植物种。